# Intsia palembanica
Intsia palembanica är en ärtväxtart som beskrevs av Friedrich Anton Wilhelm Miquel. Intsia palembanica ingår i släktet Intsia och familjen ärtväxter. IUCN kategoriserar arten globalt som sårbar. Inga underarter finns listade i Catalogue of Life.